# مويرس
ميرس (بالألمانية: Moers) هي مدينة و بلدة ألمانية تقع في ألمانيا في فيزل.

## المدن التوأمة
مدن الرملة، ميزون ألفور، بابوم (باد كاليه)، زيهلو و Metropolitan Borough of Knowsley هي مدن توأمة لـميرس.

## معرض صور

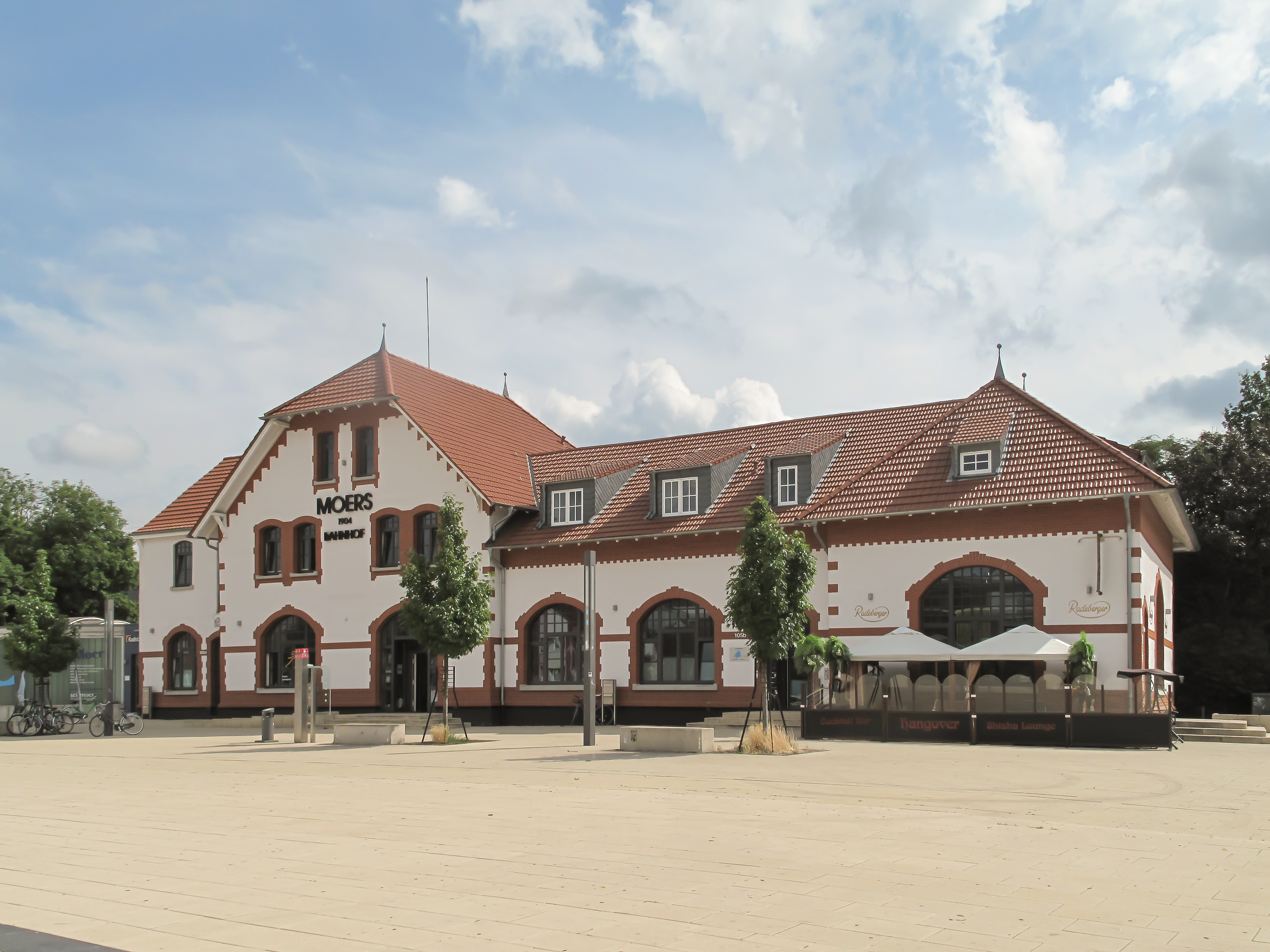
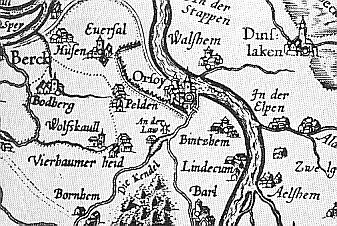
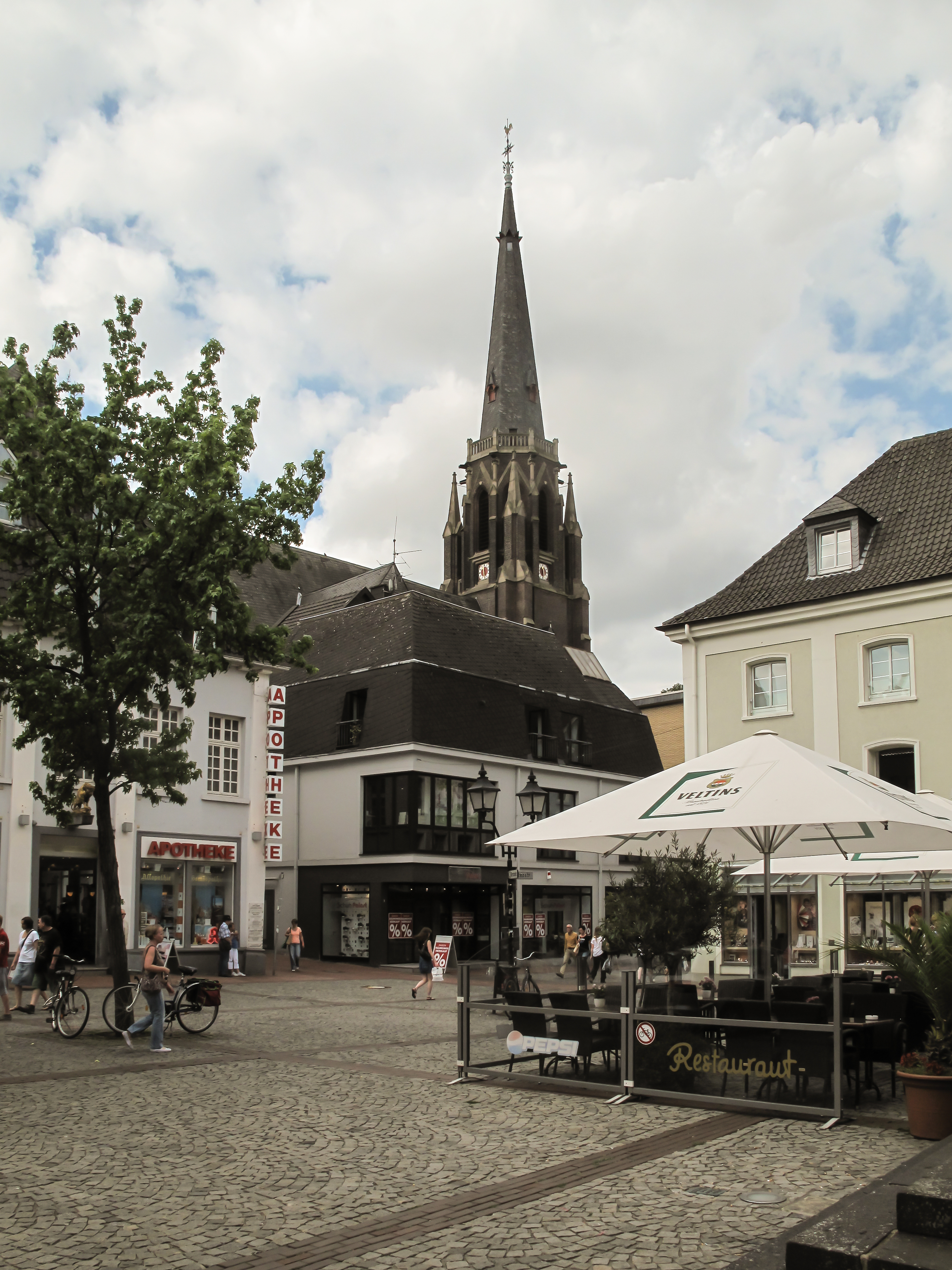
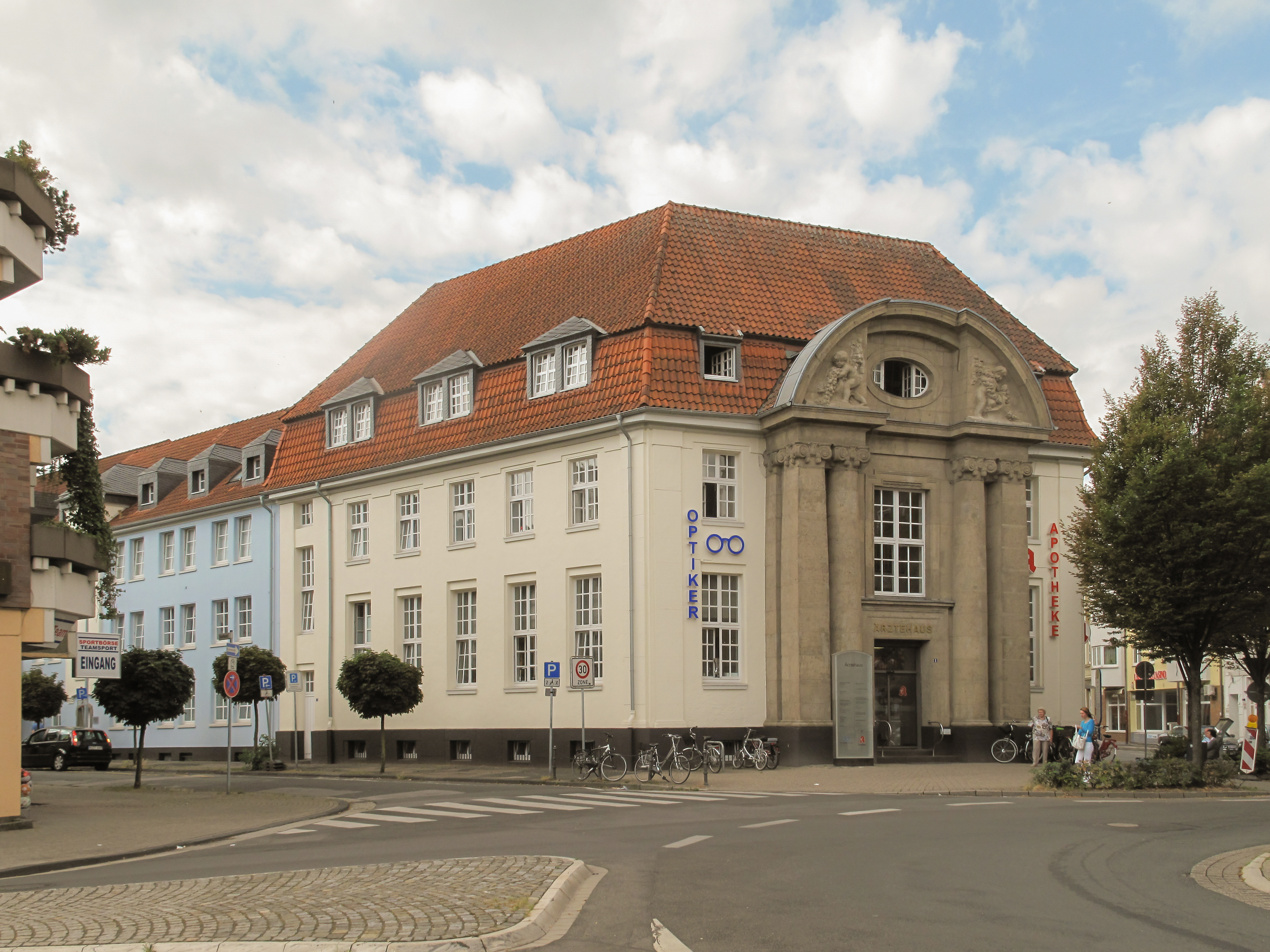

## أعلام
- أوبير هاهنه
- ماكسيميليان ديتتجين
- هيرمان ويجل
- ثيودور زان
- أدولف أبيل
- أناتولي هيرزفيلد
- ويلهلم بيير
- بيتر زيمر